# エフテック
株式会社エフテックは、埼玉県に本社を置く、本田技研工業系列の大手自動車部品メーカー。主要取引先は、本田技研工業、日産自動車、スズキ、ゼネラルモーターズ、いすゞ自動車、トヨタ自動車、ダイハツ工業、三菱自動車工業など。

## 沿革
- 1947年（昭和22年）- 福田製作所として創業。金属玩具などを製造。
- 1959年（昭和34年）- 本田技研工業と取引開始。
- 1964年（昭和39年）- 福田プレス工業株式会社を設立。
- 1986年（昭和61年）- カナダ・オンタリオ州にてF&P MFG.,INC.を設立。
- 1988年（昭和63年）- 株式会社エフテックに社名変更。
- 1993年（平成5年）- 米国・オハイオ州にてF&P AMERICA MFG.,INC.を設立。
- 1996年（平成8年）- 株式を店頭公開。
- 2001年（平成13年）- 東京証券取引所2部に上場。
- 2006年（平成18年）- 東京証券取引所1部へ指定替え。
- 2007年（平成19年）- ISO/TS16949:2002の認証を取得。
- 2008年（平成20年）- F.tech R&D Philippines Inc.を設立。
- 2011年（平成23年）- 中国・広東省にて偉福（広州）汽車技術開発有限公司を設立。
- 2012年（平成24年）
  - メキシコ・グアナファト州にてF&P MFG DE MEXICO S.A. DE C.V.を設立。
  - 東京証券取引所貸借銘柄に選定。
- 2013年（平成25年）
  - インドネシア・カラワン県にてPT.F.TECH INDONESIAを設立。
  - Michigan/R&D NA Officeを設立。
  - 三重県・亀山事業所にてISO 50001を認証取得。
- 2023年（令和5年）- 東京証券取引所スタンダード市場へ市場変更。
- 2014年（平成26年）
  - 資本金47億9000万円に増資。
  - ドイツ・デュッセルドルフにてF.tech R&D North America Inc. European Branchを設立。
- 2016年（平成28年）- 一般社団法人エフテック奨学財団（現・公益財団法人エフテック奨学財団）を設立。
- 2017年（平成29年）- 資本金を67億9037万円に増資。
- 2018年（平成30年）- インド・グルグラムにてF-TECH AUTOMOTIVE COMPONENTS Pvt. Ltd.を設立。
- 2020年（令和2年）- VEE GEE Auto Components Private Limited.に対し、VEE GEE INDUSTRIAL ENTERPRISES PVT. LTD.と共同出資。
- 2021年（令和3年）- トヨタ自動車と自動車部品供給契約を締結し、取引開始。

## 所在地
- 国内拠点
  - 本社・久喜事業所 - 埼玉県久喜市
  - 芳賀テクニカルセンター - 栃木県芳賀郡芳賀町
  - 亀山事業所 - 三重県亀山市
  - 亀山和田工場 - 三重県亀山市
  - 設備センター - 埼玉県加須市
- 国内子会社
  - フクダエンジニアリング株式会社 - 埼玉県加須市
  - 株式会社九州エフテック - 熊本県山鹿市
  - 株式会社リテラ - 埼玉県秩父郡小鹿野町
- 海外子会社
  - F&P MFG.,INC. - Ontario Canada
  - F&P AMERICA MFG.,INC. - Ohio, U.S.A.
  - F.TECH PHILIPPINES MFG.,INC. - Laguna, Philippines
  - Dyna-Mig,A division of F&P Mfg.,Inc. - Ontario, Canada
  - F&P Georgia,A division of F&P America Mfg.,Inc. - Georgia, U.S.A
  - F.E.G. DE QUERETARO S.A. DE C.V. - Queretaro, Mexico
  - 偉福科技工業(中山)有限公司 - 中国広東省中山市
  - F.TECH R&D NORTH AMERICA INC. - Ohio, U.S.A.
  - 偉福科技工業(武漢)有限公司 - 中国湖北省武漢市
  - F-TECH MFG. (THAILAND) LTD. - AYUTTHAYA, ThaiLand
  - F.tech R&D Philippines Inc. - Laguna, PHILIPPINES
  - 煙台福研摸具有限公司 - 中国山東省煙台市
  - 偉福（広州）汽車技術開発有限公司 - 中国広東省広州市
  - F&P MFG DE MEXICO S.A. DE C.V. - Irapuato、Mexico
  - PT.F.TECH INDONESIA - KARAWANG, INDONESIA
  - Michigan /R&D NA Office - Michigan, USA
  - F.tech Inc.Office UK - London, United Kingdom
  - F.tech R&D North America Inc. European Branch - Duesseldorf Germany
  - F-TECH AUTOMOTIVE COMPONENTS Pvt. Ltd. - Gurugram, INDIA

## 製品
- コントロール部品
  - ブレーキペダル、アクセルペダル、フットパーキングブレーキ
- マウント部品
  - フロントサブフレーム
- サスペンション部品
  - フロントサスペンション用ロアアーム、リアサスペンション用トレーリングアーム
  - リアサブフレーム、リアアクスルビーム、リアサスペンションモジュール
  - フロントサスペンションメンバー、フロントサスペンションモジュール